# Faleu
Faleu è un villaggio di Samoa. Al censimento 2006 contava 354 abitanti. 
Si tratta del più popoloso dei quattro villaggi dell'isola di Manono, gli altri sono Lepuia'i, Apai e Salua. Si trova sulla punta sud-orientale dell'isola, che amministrativamente fa capo al distretto di Aiga-i-le-Tai.